# Дани међаша
Дани међаша је туристичко-спортска манифестација која се одржава, сваке године крајем јуна или почетком јула месеца, на планини Јагодњи, подно његовог врха Мачков камен. Манифестацију организује Туристичка организација општине Крупањ са циљем очувања традиције и обичаја уз дружење и такмичење гостију и становника тромеђе Азбуковице, Рађевине и Подгорине, односно општина Љубовија, Крупањ и Мали Зворник.
Манифестација употпуњује садржај великог народног сабора који се од 1925. године одржава на Мачковом камену, такмичењем у кошењу ручном косом, такмичењем у народном вишебоју (бацање камена са рамена, надвлачење конопца, скок у даљ), такмичењем у припремању посног пасуља. У културно уметничко програму који прати такмичења, учествују фолклорне групе, певачке групе и појединци представљајући народно стваралаштво Крупња и околине.